# Ricardo Gabriel Álvarez
Ricardo Gabriel Álvarez (Buenos Aires, Argentina, 12 de abril de 1988), conocido también como Ricky Álvarez, es un exfutbolista y dirigente deportivo argentino. Jugaba como mediocentro ofensivo y su último equipo fue el Club Atlético Vélez Sarsfield. Con la selección argentina de fútbol salió subcampeón de la Copa Mundial de Fútbol de 2014 en el que solo jugó un partido. Actualmente es el director deportivo del Club Atlético Vélez Sarsfield.

## Trayectoria
Cuando era niño, Álvarez jugaba Papi futbol para Caballito Juniors y Club Parque, luego tuvo un breve paso por las divisiones juveniles de Boca Juniors.

### Vélez Sarsfield
Se inició en las inferiores de Boca Juniors, llevado de la mano por Ramón Madoni. Donde no fue valorado a pesar de que ya era un juvenil destacado. Es allí cuando llega a las inferiores del Club Atlético Vélez Sarsfield. Su debut oficial en la Primera del equipo se produce el 8 de junio de 2008 en el empate 0–0 ante Independiente, cuando reemplaza a Víctor Zapata. Un año más tarde logra el Torneo Clausura 2009 en el cual juega un solo partido (ante Gimnasia de Jujuy).
En la temporada 2009/10 participa en 11 encuentros y es allí cuando convierte su primer tanto, ante River Plate en la derrota por 2–1. En la temporada siguiente obtiene el Torneo Clausura 2011 marcando 3 tantos en 14 encuentros y llegando a las semifinales de la Copa Libertadores 2011. En total logra participar en 40 partidos y convertir 5 tantos.

### Inter de Milán
El 5 de julio de 2011 es vendido en € 12 000 000 (el 90% de su ficha) al Inter de Milán, dándole su primera experiencia en Europa. Debuta oficialmente el 11 de septiembre de 2011 en la derrota 3–4 ante el Palermo. En la temporada 2012/2013 no teniendo tantos minutos en el primer semestre, fue muy criticado. En el 2.º semestre por lesiones de sus compañeros, saltó a la titularidad, finalizando la temporada con 7 goles. En la temporada siguiente gana la titularidad gracias a sus buenas actuaciones, siendo titular en todos los partidos que juega.

### Sunderland
El 1 de septiembre de 2014, Álvarez fue cedido en condición de préstamo al Sunderland AFC de la Premier League inglesa por el resto de la temporada 2014-15. Álvarez hizo su debut en el 13 de septiembre de 2014, jugando 65 minutos en un empate 2-2. Anotó su primer gol el 3 de febrero de 2015 en una victoria por 3-1 frente al Fulham por la repetición del partido de cuarta ronda de la FA Cup.

#### Problemas con su ficha
Quedó con el pase en su poder, debido a que el club británico no hizo uso de la opción a Inter de Milán, donde estuvo tres temporadas. La operación a San Lorenzo de Almagro se iba a realizar porque entre el club inglés y el italiano entraron en conflicto por su ficha. Los primeros habían firmado una obligación de compra a cambio de € 12 000 000, pero el jugador se lesionó los meniscos y el acuerdo se cayó. Ante el pedido del propio, le dio libertad de acción, y el 8 de septiembre de 2015, el jugador tenía arreglado su contrato con San Lorenzo de Almagro a préstamo por un año y con opción de compra pero el pase se frustró porque la FIFA le impidió al futbolista actuar en Argentina y le exigió que lo haga en Europa.

## Selección nacional
Fue convocado por primera vez a la Selección de Argentina en 2011 para un par de amistosos que se disputarían en Calcuta y en Daca, frente a Venezuela y Nigeria respectivamente.
Su última intervención en el seleccionado nacional fue por las eliminatorias para la Copa Mundial de Fútbol de 2014 contra Bolivia. Partido que terminaría en empate a 1 gol.
El 30 de octubre fue convocado para la Selección Argentina por Alejandro Sabella para un partido contra Arabia Saudita. Marcó su primer gol en la selección en un partido amistoso contra Eslovenia rumbo a la Copa Mundial de Fútbol de 2014 en el Estadio Único de La Plata.

### Copa Mundial 2014
Alejandro Sabella lo incluyó en la lista de 23 jugadores para disputar la Copa del Mundo 2014, disputada en Brasil. Ricky jugaría un solo encuentro en ese Mundial, fue contra Nigeria, reemplazando a Lionel Messi en lo que sería victoria 3-2 para el equipo argentino. Luego del subcampeonato en ese torneo, dejó de ser citado a la Selección.

### Participaciones internacionales
| \| PJ \| Fecha \| Ciudad \| Oponente \| Score \| Resultado \| Competición \| Goles \| \| -- \| ---------- \| --------------- \| ----------------- \| ----- \| --------- \| ---------------------------------------------------- \| ----- \| \| 1. \| 02-09-2011 \| Calcuta \| Venezuela \| 1-0 \| Victoria \| Amistoso \| 0 \| \| 2. \| 06-09-2011 \| Daca \| Nigeria \| 3–1 \| Victoria \| Amistoso \| 0 \| \| 3. \| 11-11-2011 \| Buenos Aires \| Bolivia \| 1-1 \| Empate \| Clasificación para la Copa Mundial de Fútbol de 2014 \| 0 \| \| 4. \| 14-08-2013 \| Roma \| Italia \| 2-1 \| Victoria \| Amistoso \| 0 \| \| 5. \| 16-11-2013 \| East Rutherford \| Ecuador \| 0-0 \| Empate \| Amistoso \| 0 \| \| 6. \| 05-06-2014 \| Buenos Aires \| Trinidad y Tobago \| 3-0 \| Victoria \| Amistoso \| 0 \| \| 7. \| 07-06-2014 \| La Plata \| Eslovenia \| 2-0 \| Victoria \| Amistoso \| 1 \| \| 8. \| 25-06-2014 \| Porto Alegre \| Nigeria \| 3-2 \| Victoria \| Copa Mundial 2014 \| 0 \| |            |                 |                   |       |           |                                                      |       |
| PJ | Fecha      | Ciudad          | Oponente          | Score | Resultado | Competición                                          | Goles |
| 1. | 02-09-2011 | Calcuta         | Venezuela         | 1-0   | Victoria  | Amistoso                                             | 0     |
| 2. | 06-09-2011 | Daca            | Nigeria           | 3–1   | Victoria  | Amistoso                                             | 0     |
| 3. | 11-11-2011 | Buenos Aires    | Bolivia           | 1-1   | Empate    | Clasificación para la Copa Mundial de Fútbol de 2014 | 0     |
| 4. | 14-08-2013 | Roma            | Italia            | 2-1   | Victoria  | Amistoso                                             | 0     |
| 5. | 16-11-2013 | East Rutherford | Ecuador           | 0-0   | Empate    | Amistoso                                             | 0     |
| 6. | 05-06-2014 | Buenos Aires    | Trinidad y Tobago | 3-0   | Victoria  | Amistoso                                             | 0     |
| 7. | 07-06-2014 | La Plata        | Eslovenia         | 2-0   | Victoria  | Amistoso                                             | 1     |
| 8. | 25-06-2014 | Porto Alegre    | Nigeria           | 3-2   | Victoria  | Copa Mundial 2014                                    | 0     |

### Participaciones en Copas del Mundo
| Mundial           | Sede   | Resultado  |
| ----------------- | ------ | ---------- |
| Copa Mundial 2014 | Brasil | Subcampeón |

## Estadísticas
- Actualizado al 2 de Diciembre de 2021.[10]

| Club                           | Temporada           | Liga | Liga | Liga | Copas nacionales* | Copas nacionales* | Copas nacionales* | Copas internacionales** | Copas internacionales** | Copas internacionales** | Total | Total | Total |
| Club                           | Temporada           | PJ   | G    | A    | PJ                | G                 | A                 | PJ                      | G                       | A                       | PJ    | G     | A     |
| ------------------------------ | ------------------- | ---- | ---- | ---- | ----------------- | ----------------- | ----------------- | ----------------------- | ----------------------- | ----------------------- | ----- | ----- | ----- |
| Vélez Sarsfield Argentina      | Temporada           |      |      |      |                   |                   |                   |                         |                         |                         |       |       |       |
| 2007/08                        | 1                   | 0    | 0    | -    | -                 | -                 | -                 | -                       | -                       | 1                       | 0     | 0     |       |
| 2008/09                        | 1                   | 0    | 0    | -    | -                 | -                 | -                 | -                       | -                       | 1                       | 0     | 0     |       |
| 2009/10                        | 11                  | 1    | 1    | -    | -                 | -                 | 2                 | 0                       | 0                       | 13                      | 1     | 1     |       |
| 2010/11                        | 29                  | 4    | 4    | -    | -                 | -                 | 11                | 1                       | 2                       | 40                      | 5     | 6     |       |
| 2019-20                        | 1                   | 0    | 0    | 1    | 0                 | 0                 | -                 | -                       | -                       | 2                       | 0     | 0     |       |
| 2020-21                        | 18                  | 3    | 2    | 2    | 1                 | 1                 | 7                 | 0                       | 1                       | 27                      | 4     | 4     |       |
| Total                          | 61                  | 8    | 7    | 3    | 1                 | 1                 | 20                | 1                       | 3                       | 84                      | 10    | 11    |       |
| Internazionale · Italia        |                     |      |      |      |                   |                   |                   |                         |                         |                         |       |       |       |
| 2011/12                        | 21                  | 2    | 5    | 3    | 0                 | 0                 | 5                 | 1                       | 1                       | 29                      | 3     | 6     |       |
| 2012/13                        | 23                  | 5    | 2    | 3    | 1                 | 0                 | 4                 | 1                       | 1                       | 30                      | 7     | 3     |       |
| 2013/14                        | 29                  | 4    | 8    | 2    | 0                 | 0                 | -                 | -                       | -                       | 31                      | 4     | 8     |       |
| Total                          | 73                  | 11   | 16   | 8    | 1                 | 0                 | 9                 | 2                       | 2                       | 90                      | 14    | 17    |       |
| Sunderland A. F. C. Inglaterra |                     |      |      |      |                   |                   |                   |                         |                         |                         |       |       |       |
| 2014/15                        | 13                  | 0    | 0    | 4    | 1                 | 0                 | -                 | -                       | -                       | 17                      | 1     | 0     |       |
| Total                          | 13                  | 0    | 0    | 4    | 1                 | 0                 | -                 | -                       | -                       | 17                      | 1     | 0     |       |
| Sampdoria · Italia             |                     |      |      |      |                   |                   |                   |                         |                         |                         |       |       |       |
| 2015-16                        | 13                  | 1    | 1    | 0    | 0                 | 0                 | 0                 | 0                       | 0                       | 13                      | 1     | 1     |       |
| 2016-17                        | 21                  | 2    | 5    | 2    | 1                 | 0                 | 0                 | 0                       | 0                       | 23                      | 3     | 5     |       |
| 2017-18                        | 12                  | 1    | 0    | 3    | 0                 | 0                 | 0                 | 0                       | 0                       | 15                      | 1     | 0     |       |
| Total                          | 46                  | 4    | 6    | 2    | 1                 | 0                 | 0                 | 0                       | 0                       | 51                      | 5     | 6     |       |
| Atlas · México                 |                     |      |      |      |                   |                   |                   |                         |                         |                         |       |       |       |
| 2018-19                        | 12                  | 0    | 2    | 2    | 0                 | 0                 | 0                 | 0                       | 0                       | 14                      | 0     | 2     |       |
| 2019-20                        | 3                   | 0    | 0    | 2    | 1                 | 1                 | 0                 | 0                       | 0                       | 5                       | 1     | 1     |       |
| Total                          | 15                  | 0    | 2    | 4    | 1                 | 1                 | 0                 | 0                       | 0                       | 19                      | 1     | 3     |       |
| Total en su carrera            | Total en su carrera | 190  | 20   | 28   | 20                | 5                 | 2                 | 24                      | 3                       | 4                       | 261   | 31    | 37    |

## Palmarés

### Como jugador

##### Campeonatos nacionales
| Título           | Club            | País      | Año    |
| ---------------- | --------------- | --------- | ------ |
| Primera División | Vélez Sarsfield | Argentina | C-2009 |
| Primera División | Vélez Sarsfield | Argentina | C-2011 |

### Como director deportivo

#### Campeonatos nacionales
| Título           | Club            | País      | Año  |
| ---------------- | --------------- | --------- | ---- |
| Primera División | Vélez Sarsfield | Argentina | 2024 |